# Elecciones legislativas de Bulgaria de julio de 2021
Las elecciones parlamentarias anticipadas se llevaron a cabo en Bulgaria el 11 de julio de 2021, después de que ningún partido pudiera o quisiera formar un gobierno tras las elecciones de abril de 2021.

## Antecedentes
En las elecciones de abril de 2021, el partido gobernante GERB obtuvo 75 escaños, Existe Tal Pueblo (ITN) 51 escaños, Coalición por Bulgaria (BSP) 43 escaños, el Movimiento por los Derechos y Libertades 30 escaños, Bulgaria Democrática 27 escaños y ¡Ponerse de Pie! Mafia, Fuera! 14 escaños. Después de que Boyko Borisov de GERB y Slavi Trifonov de Existe Tal Pueblo (ITN) no pudieron formar gobiernos, la BSP declaró que rechazarían el mandato de formar gobierno, ya que los tres partidos anticorrupción (ITN, Bulgaria Democrática e ISMV) no estaban dispuestos a trabajar con ellos.
En mayo de 2021, la Organización Revolucionaria Interna de Macedonia – Movimiento Nacional Búlgaro formó una alianza con sus compañeros nacionalistas del Volya y el Frente Nacional para la Salvación de Bulgaria en una coalición llamada Patriotas Búlgaros.

## Sistema electoral
Los 240 miembros de la Asamblea Nacional de Bulgaria son elegidos por representación proporcional de listas abiertas en 31 distritos electorales plurinominales que varían en tamaño de 4 a 16 escaños. El umbral electoral es del 4% para los partidos, con escaños asignados según el método del resto mayor.
Todos los ciudadanos búlgaros mayores de edad en el país y en el extranjero tienen derecho a votar, y la mayoría de edad se alcanza a los 18 años.
El sistema electoral consiste en que los 240 miembros de la Asamblea Nacional de Bulgaria son elegidos por representación proporcional de listas abiertas en 31 distritos electorales plurinominales que varían en tamaño de 4 a 16 escaños., la mayoría de los cuales corresponden a las 28 provincias del país. Las excepciones son la capital, Sofía, que está dividida en tres distritos electorales, y la ciudad de Plovdiv, que forma su propia circunscripción.
Para ingresar a la Asamblea Nacional, un partido debe superar el umbral electoral del 4% para los partidos, con escaños asignados según el método del resto mayor. En el período previo a esto, el breve 45° parlamento aprobó algunos cambios importantes para la votación en el país y en el extranjero.

### Voto del exterior
Los 6.578.716 electores solo es pueden ejercer el voto en los colegios electorales, no hay voto por correo. En el extranjero, es posible votar en 719 colegios electorales en 68 países, que es el número más alto de colegios electorales internacionales en una elección búlgara. Se ha levantado el límite legal de un máximo de 35 colegios electorales por país no perteneciente a la Unión Europea, ya que generó un gran resentimiento de la numerosa diáspora en las últimas elecciones, especialmente en el Reino Unido después del Brexit y en Estados Unidos. Con los cambios, la mayoría de los colegios electorales internacionales estarán en el Reino Unido (135, 45 en Londres y alrededores inmediatos), Turquía (127), Alemania (116, 7 en Berlín y 6 en Múnich), España ( 67) y Estados Unidos (58), Francia (19), Austria (17, 9 de ellos en Viena) y 10 en Suiza. La apertura de colegios electorales adicionales, que ahora pueden solicitar por escrito 40 en lugar de 60 votantes, se introdujo en el período previo a la elección por el parlamento en la ley electoral.
En los países vecinos de Bulgaria, se abrirán 32 colegios electorales en Grecia, 6 en Macedonia del Norte, 5 en Serbia, 3 en Albania y uno en Rumanía. Los colegios electorales no se abren en misiones en el extranjero debido a conflictos armados o situación de pandemia en los siguientes países: Irak, Siria, Palestina, Libia, Yemen, Afganistán, así como en Pakistán, Corea del Norte, Mongolia, Etiopía, Kazajistán, Uzbekistán, Vietnam e Indonesia.

## Partidos y coaliciones
| Partido | Partido            | Ideología principal          | Líder               | Escaños actuales |
| ------- | ------------------ | ---------------------------- | ------------------- | ---------------- |
|         | GERB–SDS           | Conservadurismo              | Boyko Borisov       | 75               |
|         | ITN                | Populismo                    | Slavi Trifonov      | 51               |
|         | BSPzB              | Socialdemocracia             | Korneliya Ninova    | 43               |
|         | DPS                | Liberalismo                  | Mustafa Karadayi    | 30               |
|         | DB                 | Conservadurismo liberal      | Hristo Ivanov       | 27               |
|         | ISMV               | Anticorrupción               | Maya Manolova       | 14               |
|         | Patriotas Búlgaros | Conservadurismo nacionalista | Yulian Angelov      | Sin escaños      |
|         | Renacimiento       | Populismo de derecha         | Kostadin Kostadinov | Sin escaños      |
|         | Verano Búlgaro     | Democracia directa           | Boril Sokolov       | Sin escaños      |
|         | RzB                | Conservadurismo              | Tsvetan Tsvetanov   | Sin escaños      |
|         | Unión de Izquierda | Socialismo                   | Nikolay Malinov     | Sin escaños      |

## Encuestas
| Encuestadora                | Fecha                          | Muestra | GERB SDS       | ITN                  | BSPzB | DPS   | DB    | ISMV  | BP    | BP    | BP   | Renacimiento | BL   | RzB  | Unión de Izquierda | Otros / Ninguno | Ventaja |      |   |      |      |      |
| Encuestadora                | Fecha                          | Muestra | GERB SDS       | ITN                  | BSPzB | DPS   | DB    | ISMV  | VMRO  | Volya | NFSB | Renacimiento | BL   | RzB  | Unión de Izquierda | Otros / Ninguno | Ventaja |      |   |      |      |      |
| --------------------------- | ------------------------------ | ------- | -------------- | -------------------- | ----- | ----- | ----- | ----- | ----- | ----- | ---- | ------------ | ---- | ---- | ------------------ | --------------- | ------- | ---- | - | ---- | ---- | ---- |
| Encuestadora                | Fecha                          | Muestra | Alpha Research | 4–7 de julio de 2021 | 1013  | 21.5% | 21.8% | 16.4% | 11.1% | 12%   | 5.4% | 3.8%         | 3.8% | 3.8% | 3.2%               | Otros / Ninguno | Ventaja | 1.2% | - | 0.5% | 3.1% | 0.3% |
| Trend                       | 3-7 de julio de 2021           | 1002    | 20.5%          | 21.3%                | 15.9% | 11.3% | 12.4% | 5.1%  | 3.9%  | 3.9%  | 3.9% | 3.1%         | 1.6% | -    | 0.8%               | 4.1%            | 0.8%    |      |   |      |      |      |
| Gallup                      | 30 de junio–7 de julio de 2021 | 1010    | 20.3%          | 21.3%                | 15.9% | 11.5% | 12.2% | 6.1%  | 4%    | 4%    | 4%   | 3.1%         | 2.5% | -    | 1%                 | 2.1%            | 1%      |      |   |      |      |      |
| Sova Harris                 | 2–6 de julio de 2021           | 1000    | 22.6%          | 22.1%                | 16%   | 10.9% | 10.6% | 5.3%  | 4.5%  | 4.5%  | 4.5% | -            | -    | -    | -                  | 8%              | 0.5%    |      |   |      |      |      |
| Exacta                      | 1–5 de julio de 2021           | 1005    | 21.4%          | 20.8%                | 15.8% | 11.2% | 12.8% | 4.8%  | 4%    | 4%    | 4%   | 2.8%         | 1.8% | -    | -                  | 4.6%            | 0.6%    |      |   |      |      |      |
| Mediana                     | 26 de junio–2 de julio de 2021 | 920     | 22.5%          | 21.7%                | 20.6% | 11.1% | 10%   | 5.1%  | 4.8%  | 4.8%  | 4.8% | 2.2%         | -    | -    | -                  | 2%              | 0.8%    |      |   |      |      |      |
| Nasoca                      | 23–30 de junio de 2021         | 1025    | 21.4%          | 20.5%                | 15.8% | 10.5% | 11.3% | 5.3%  | 4.4%  | 4.4%  | 4.4% | 2.3%         | 2.1% | -    | -                  | 6.4%            | 0.9%    |      |   |      |      |      |
| Specter                     | 24–27 de junio de 2021         | 703     | 21.4%          | 19.7%                | 14.5% | 10.5% | 12.2% | 5.0%  | 5.2%  | 5.2%  | 5.2% | 2.4%         | 0.9% | 0.5% | 1.3%               | 6.4%            | 1.7%    |      |   |      |      |      |
| Barometer                   | 18–23 de junio de 2021         | 860     | 22.5%          | 18.2%                | 17.1% | 11.6% | 9.1%  | 4.3%  | 6.4%  | 6.4%  | 6.4% | 1.4%         | –    | 1.2% | 1.9%               | 6.2%            | 4.3%    |      |   |      |      |      |
| Trend                       | 11–18 de junio de 2021         | 1,003   | 21.7%          | 20.2%                | 16.1% | 10.9% | 11.2% | 5.0%  | 3.9%  | 3.9%  | 3.9% | 2.3%         | 1.9% | –    | 1.1%               | 5.7%            | 1.5%    |      |   |      |      |      |
| Sova Harris                 | 10–15 de junio de 2021         | 1,000   | 22.4%          | 21.7%                | 18.7% | 11.4% | 11.1% | 5.4%  | 4.9%  | 4.9%  | 4.9% | –            | –    | –    | –                  | 4.4%            | 0.7%    |      |   |      |      |      |
| Mediana                     | 10–15 de junio de 2021         | 1,008   | 21.4%          | 24.0%                | 21.3% | 11.2% | 7.2%  | 6.9%  | 5.1%  | 5.1%  | 5.1% | 1.5%         | –    | –    | –                  | 1.4%            | 2.6%    |      |   |      |      |      |
| Gallup                      | 3–11 de junio de 2021          | 1,012   | 21.0%          | 21.2%                | 15.9% | 11.9% | 12.1% | 5.8%  | 3.5%  | 3.5%  | 3.5% | 2.7%         | 2.4% | –    | –                  | 3.5%            | 0.2%    |      |   |      |      |      |
| Specter                     | 5–10 de junio de 2021          | 731     | 21.0%          | 19.4%                | 14.1% | 10.3% | 11.5% | 4.8%  | 4.8%  | 4.8%  | 4.8% | 2.8%         | 0.9% | 0.9% | 1.5%               | 8.0%            | 1.6%    |      |   |      |      |      |
| Alpha Research              | 30 de mayo–7 de junio de 2021  | 1,007   | 20.3%          | 18.2%                | 14.4% | 9.9%  | 11.9% | 5.3%  | 3.4%  | 3.4%  | 3.4% | 2.8%         | 1.1% | –    | 1.8%               | 10.9%           | 2.1%    |      |   |      |      |      |
| Barometer                   | 1–6 de junio de 2021           | 840     | 24.1%          | 17.1%                | 16.9% | 11.3% | 8.9%  | 4.1%  | 6.1%  | 6.1%  | 6.1% | 1.5%         | –    | 1.3% | 1.1%               | 7.6%            | 7.0%    |      |   |      |      |      |
| Market Links                | 19–27 de mayo de 2021          | 676     | 21.0%          | 17.6%                | 17.1% | 9.4%  | 11.8% | 4.2%  | 2.9%  | 1.2%  | 1.2% | 1.8%         | –    | –    | –                  | 1.8%            | 3.4%    |      |   |      |      |      |
| CAM                         | 14–21 de mayo de 2021          | –       | 23.8%          | 20.9%                | 18.0% | 10.5% | 11.4% | 4.4%  | 3.7%  | 3.7%  | 3.7% | 1.9%         | –    | –    | –                  | 5.5%            | 2.9%    |      |   |      |      |      |
| Gallup                      | 7–14 de mayo de 2021           | 812     | 22.8%          | 20.1%                | 16.1% | 11.2% | 11.6% | 5.6%  | 3.1%  | 1.4%  | –    | 2.6%         | 2.8% | –    | –                  | 6.9%            | 2.7%    |      |   |      |      |      |
| Market Links                | 16–23 de abril de 2021         | 1,053   | 23.2%          | 22.3%                | 18.1% | 10.3% | 13.1% | 6.5%  | 3.3%  | –     | –    | 1.9%         | –    | –    | –                  | 1.4%            | 0.9%    |      |   |      |      |      |
| Gallup                      | 12–14 de abril de 2021         | 831     | 27.2%          | 23.2%                | 13.8% | 10.4% | 12.0% | 4.3%  | –     | –     | –    | –            | –    |      |                    | –               | 4.0%    |      |   |      |      |      |
| Elecciones de abril de 2021 | 4 de abril de 2021             | –       | 25.8%          | 17.4%                | 14.8% | 10.4% | 9.3%  | 4.6%  | 3.6%  | 2.3%  | 2.3% | 2.4%         | 2.9% | 1.3% | 0.5%               | 4.7%            | 8.4%    |      |   |      |      |      |

## Resultados
|  | 23.78 % |

|  | 23.21 % |

|  | 13.22 % |

|  | 12.48 % |

|  | 10.57 % |

|  | 4.95 % |

|  | 3.10 % |

|  | 2.97 % |

|  | 1.80 % |

|  | 0.45 % |

|  | 2.19 % |

|  | 1.27 % |

|  | 99.66 % |

|  | 0.34 % |

|  | 100.00 % |

|  | 40.39 % |